# 11. Jahrhundert v. Chr.
Portal Geschichte | Portal Biografien | Aktuelle Ereignisse | Jahreskalender | Tagesartikel

◄ |
3. Jt. v. Chr. |
2. Jahrtausend v. Chr. | 1. Jt. v. Chr.  

◄ |
13. Jh. v. Chr. |
12. Jh. v. Chr. |
11. Jahrhundert v. Chr. |
10. Jh. v. Chr. |
9. Jh. v. Chr. |
►
Das 11. Jahrhundert v. Chr. begann am 1. Januar 1100 v. Chr. und endete am 31. Dezember 1001 v. Chr.

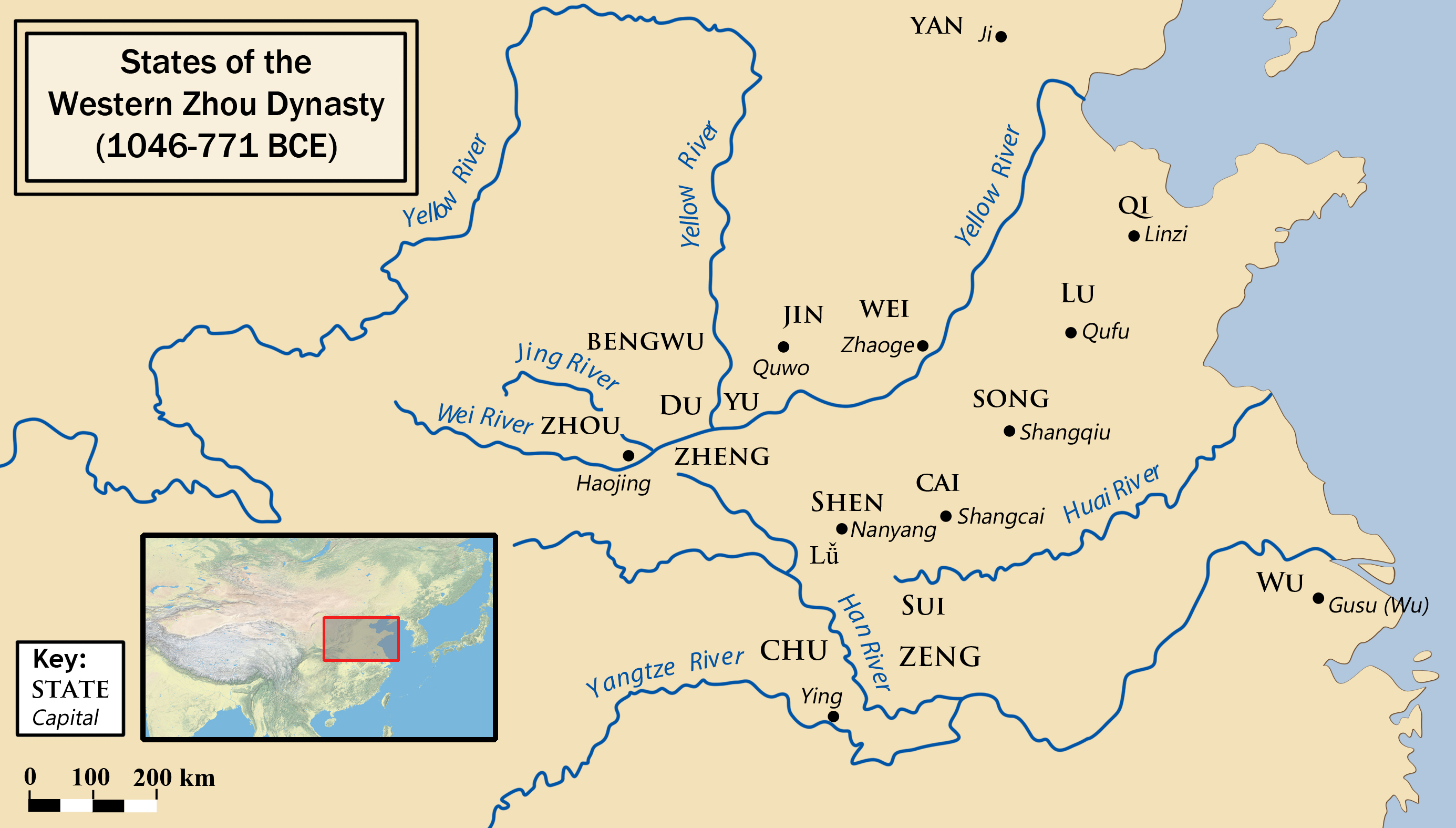
Die Lehnstaaten der westlichen Zhou-Dynastie

## Ereignisse/Entwicklungen

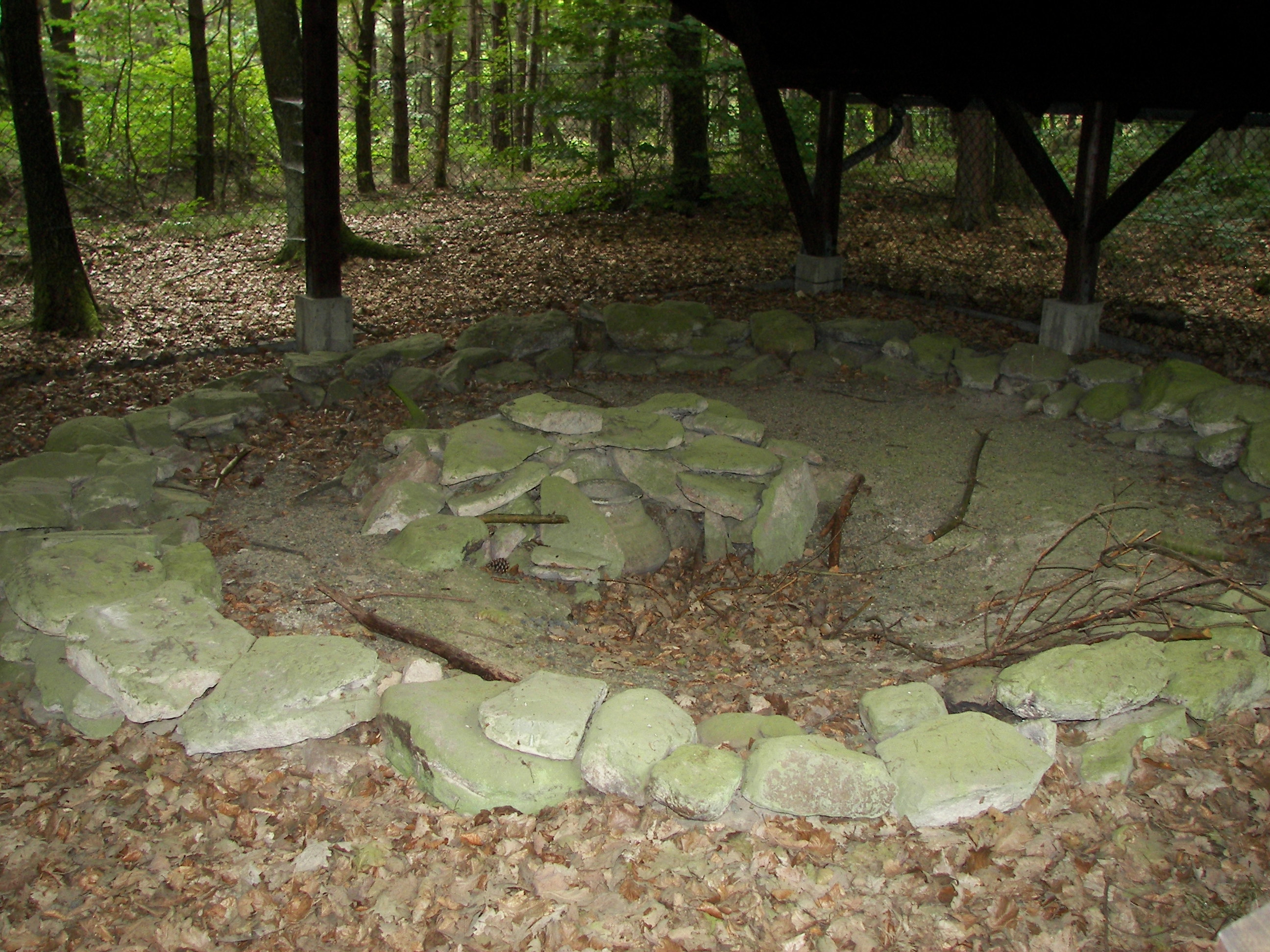
Ausgegrabenes spätbronzezeitliches Urnengrab im Botanischen Garten Marburg

- Im 11. Jahrhundert v. Chr. begann vermutlich die sogenannte dorische Wanderung[1].
- Um 1093 v. Chr.: Panehesi, der Vizekönig von Kusch, vertreibt Amenophis den Hohepriester des Amun aus Theben.
- Um 1087 v. Chr.: Pianch vertreibt Panehsi im Auftrag Pharao Ramses XI. aus Theben und Oberägypten.
- Um 1076/75 v. Chr.: Pianch stirbt. Herihor übernimmt das Amt des Hoherpriester des Amun und den Titel eines Vizekönigs von Kusch von seinem Schwiegervater Pianch.
- Um 1076/1070 v. Chr.: Ramses XI., Pharao in Ägypten, stirbt. Ende der 20. Dynastie. Beginn der Dritten Zwischenzeit.
- 1072 v. Chr.: Panehsi letztmals belegt
- Beginn der „ionischen Kolonisation“, dabei nach der Überlieferung 1053 v. Chr. Neugründung Milets
- Ab ca. 1050/1000 v. Chr.: Aufkommen der protogeometrischen Keramik in Griechenland, die die submykenische Keramik ablöst.[2]

Herrschschaftszentren im östlichen Mittelmeer um 1100 v. Chr.

- Um 1046 v. Chr. endet die Shang-Dynastie in China, da Di Xin von Shang in der Schlacht von Muye von Wu von Zhou geschlagen wurde. Damit beginnt die Zhou-Dynastie, die wiederum mit der westlichen Zhou-Dynastie anfängt[3]. Dadurch entstehen eine Reihe von Lehnstaaten, unter anderem der Staat Cai, Cao, Chen, Chu, Jin, Lu, Qi, Shu, Song, Wey, Wu, Yan, Teng und natürlich Zhou.
- Am 9. Mai 1012 v. Chr. wurde eine vollständige Sonnenfinsternis in Ugarit um 18:09 Uhr Ortszeit dokumentiert
- Träger der Urnenfelderkultur siedeln in Kitzbühel, um Kupfererz zu schürfen.
- Ende des 11. Jahrhunderts v. Chr. wurde das Königreich Ammon gegründet.

## Persönlichkeiten

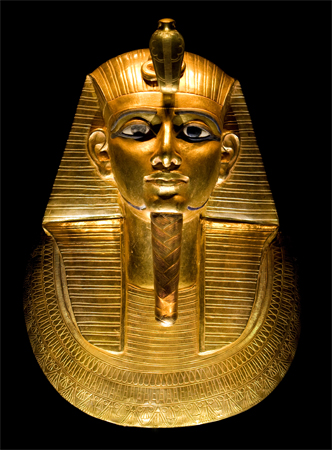
Die Goldmaske von Pharao Psusennes I.

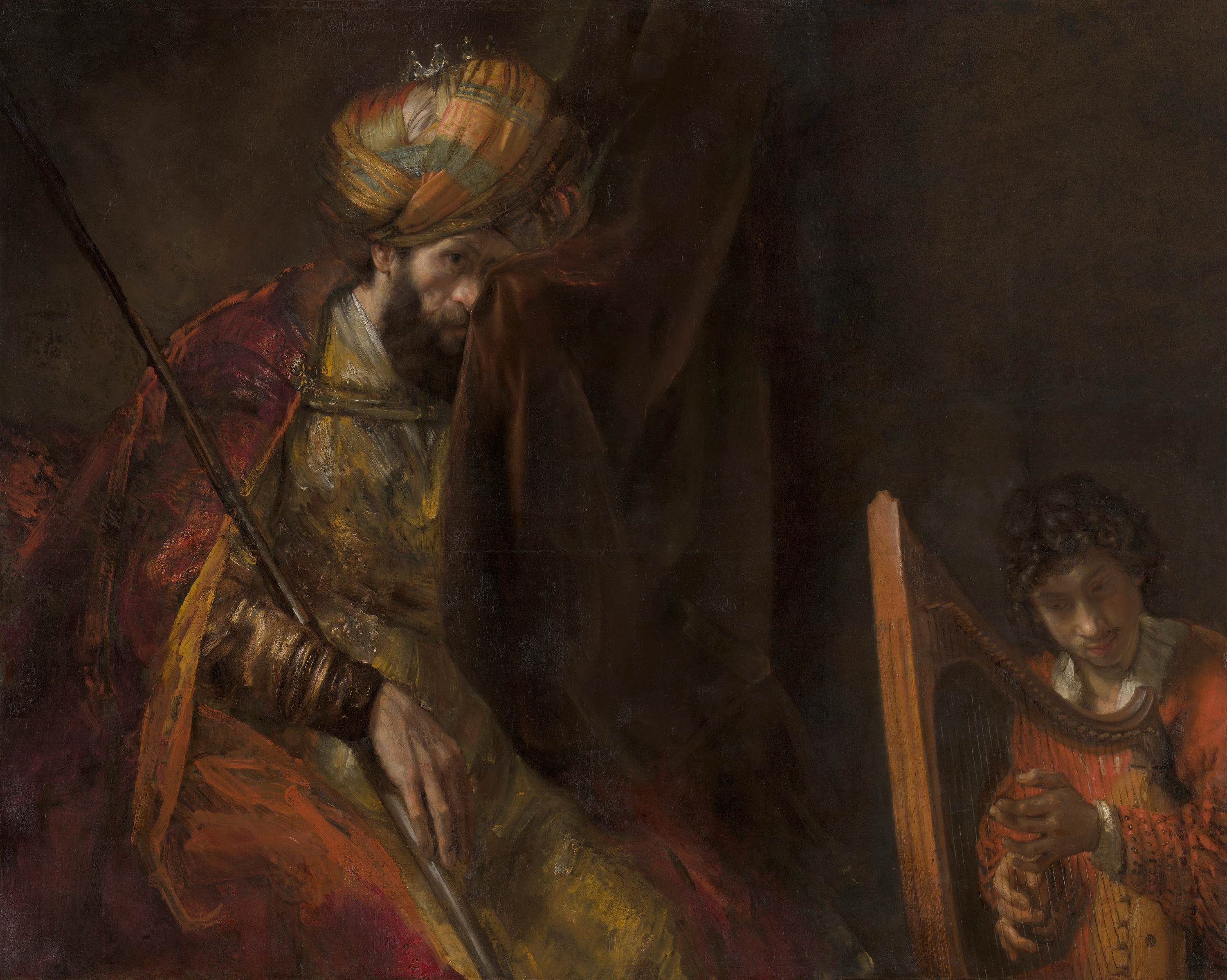
Rembrandt: David spielt Harfe vor Saul.

Hinweis: Die Regierungsjahre lassen sich in diesem Jahrhundert noch nicht genau bestimmen. Von daher handelt es sich um ungefähre Schätzungen.

### Pharaonen von Ägypten
- Ramses XI. (1105–1069 v. Chr.)
- Smendes I. (1069–1043 v. Chr./Begründer der 21. Dynastie)
- Amenemnesut (1043–1039 v. Chr.)
- Psusennes I. (1039–991 v. Chr.)

### Könige von Assyrien
- Tiglat-Pileser I. (1114–1076 v. Chr.)
- Ašared-apil-ekur (1075–1074 v. Chr.)
- Aššur-bel-kala (1073–1056 v. Chr.)
- Eriba-Adad II. (1055–1054 v. Chr.)
- Šamši-Adad IV. (1053–1050 v. Chr.)
- Assur-nasirpal I. (1049–1031 v. Chr.)
- Salmanassar II. (1030–1019 v. Chr.)
- Aššur-nirari IV. (1018–1013 v. Chr.)
- Aššur-rabi II. (1012–972 v. Chr.)

### Könige von Babylonien
- Enlil-nādin-apli (1101–1097 v. Chr.)
- Marduk-nādin-aḫḫē (1097–1079 v. Chr.)
- Adad-apla-iddina (1066–1044 v. Chr.)
- Simbar-šīpak (1024–1008 v. Chr.)
- Ea-mukīn-zēri (1008 v. Chr.)

### Könige von China
- Di Yi (1101–1076 v. Chr.)
- Di Xin (1075–1046 v. Chr.)

### Könige von Israel
(gemäß der Großreich-Hypothese, welche die Bibel interpretiert)
- Saul (1050–1010 v. Chr.)
- Isch-Boschet (1010–1008 v. Chr.)
- David (1008–970? v. Chr.)

### Sonstige
- Samuel, biblischer Prophet